# Marangaka
Le Marangaka est une forêt dense de Madagascar qui se situe dans le nord-ouest du district de Bealanana (région Sofia). Sa superficie est de 10 km2 environ. Dans le territoire du district d'Ambanja. Cette forêt est riche en réserves naturelles et en animaux sauvages (komba, fanihy,...).